# Papa Pius al VIII-lea

Stema Papei Pius al VIII-lea

Pius al VIII-lea (n. 20 noiembrie 1761, Cingoli, Marchia Anconitana, Statele Papale – d. 30 noiembrie 1830, Roma, Statele Papale) – numele fiind Francesco Saverio Maria Felice Castiglioni – a fost papă din 1829 până în 1830.

## Succesiunea Apostolică
Între paranteze, sunt notați anii consacrărilor episcopale.
- Francesco Saverio Maria Felice Castiglioni † (1800) (Papa Pius al VIII-lea)
- Giuseppe Maria Cardinal Doria Pamphilj † (1773)
- Buenaventura Cardinal Córdoba Espinosa de la Cerda † (1761)
- Arhiepiscop Manuel Quintano Bonifaz † (1749)
- Enrique Cardinal Enríquez † (1743)
- Prospero Lorenzo Lambertini † (1724) (Papa Benedict al XIV-lea)
- Pietro Francesco (Vincenzo Maria) Orsini de Gravina, O.P. † (1675) (Papa Benedict al XIII-lea)
- Paluzzo Cardinal Paluzzi Altieri Degli Albertoni † (1666)
- Ulderico Cardinal Carpegna † (1630)
- Luigi Cardinal Caetani † (1622)
- Ludovico Cardinal Ludovisi † (1621)
- Arhiepiscop Galeazzo Sanvitale † (1604)
- Girolamo Cardinal Bernerio, O.P. † (1586)
- Giulio Antonio Cardinal Santorio † (1566)
- Scipione Cardinal Rebiba †

## Galerie de imagini

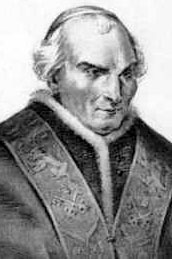
Papa Pius al VIII-lea